# Ulrich Bez
 (janvier 2013).
Si vous disposez d'ouvrages ou d'articles de référence ou si vous connaissez des sites web de qualité traitant du thème abordé ici, merci de compléter l'article en donnant les références utiles à sa vérifiabilité et en les liant à la section « Notes et références ».
Ulrich Bez (né le 17 novembre 1943 à Bad Cannstatt, Stuttgart, Allemagne) est un ingénieur, chef d'entreprise allemand et président du conseil d'administration d'Alset.

## Biographie
Ulrich Bez est né à Bad Cannstatt, un quartier de Stuttgart.
Titulaire d'un doctorat en génie mécanique à l'université de Stuttgart, il a été responsable de la conception et du développement chez BMW, Porsche et GM Daewoo. Chez Porsche, il a dirigé la recherche et le développement de véhicules et de programmes de sport automobile en Formule 1 et World Endurance Championship à Indianapolis et au Mans. Il a dirigé la conception et le développement de la 930 Turbo, la Carrera RS 2.7, la 968 et la 911 type 993.
Ulrich  Bez a été le premier directeur de BMW Technik GmbH (BMW Technology), responsable de la conception de la Z1 du constructeur bavarois.
Chez le coréen Daewoo Motor, il a été vice-président de l'ingénierie (1993-1998) et a participé à l'élaboration de modèles de série tels que la Matiz, la Lanos, la Leganza ou encore la Nubira.
Avant de devenir président-directeur général d'Aston Martin Lagonda Ltd en juillet 2000, il fut aussi conseiller d'affaires du constructeur américain Ford Motor Company. Il a accepté un contrat de cinq ans, avec la vente d'Aston Martin par Ford à un consortium dirigé par David Richards, John et Sinders.
Il est pilote de course. Ainsi, aux 24 Heures du Nürburgring (course d'endurance) il atteint la 24e place en 2006, 126e en 2007, 27e en 2008 (le tout au volant d'une Aston Martin Vantage N24), et la 21e place lors de l'édition 2009 (la première course de l'Aston Martin V12 Vantage). Il a couru sur l'Aston Martin DBR1 victorieuse aux 24 Heures du Mans 1959, lors de la course Le Mans Legend.
En septembre 2014, il est remplacé par Andy Palmer à la direction d'Aston Martin.
En 2014, il est nommé président du conseil d'administration de la société autrichienne Alset.